# Juan Pablo Romero
Juan Pablo Romero (Elortondo, Argentina; 2 de junio de 1998) es un futbolista argentino. Juega de guardameta y su equipo actual es el Club Atlético Carcarañá de la Liga Cañadense de Fútbol y Torneo Regional Amateur

## Trayectoria
Romero realizó su formación como jugador en el Atlético Elortondo y desde 2013 en Rosario Central. En este último, fue promovido al primer equipo en 2020 y debutó el 5 de diciembre ante Banfield. La siguiente temporada 2021, el portero juvenil disputó 8 encuentros tras la lesión Jorge Broun.
Para la temporada 2023, Romero fue cedido al Club Atlético Güemes de la Primera B Nacional.
En octubre de 2024 es presentado como refuerzo del Club Atlético Carcarañá, el cual competirá en el Torneo Regional Amateur.

## Estadísticas
Actualizado al último partido disputado el 12 de febrero de 2023.
| Club                      | Div.          | Temporada     | Liga  | Liga  | Copas nacionales | Copas nacionales | Copas internacionales | Copas internacionales | Total | Total |
| Club                      | Div.          | Temporada     | Part. | Goles | Part.            | Goles            | Part.                 | Goles                 | Part. | Goles |
| ------------------------- | ------------- | ------------- | ----- | ----- | ---------------- | ---------------- | --------------------- | --------------------- | ----- | ----- |
| Rosario Central Argentina | 1.ª           | 2020-21       | 3     | 0     | 0                | 0                | —                     | —                     | 3     | 0     |
| Rosario Central Argentina | 1.ª           | 2021          | 8     | 0     | 0                | 0                | 2                     | 0                     | 10    | 0     |
| Rosario Central Argentina | 1.ª           | 2022          | 0     | 0     | 0                | 0                | —                     | —                     | 0     | 0     |
| Rosario Central Argentina | Total club    | Total club    | 11    | 0     | 0                | 0                | 2                     | 0                     | 13    | 0     |
| Güemes Argentina          | 2.ª           | 2023          | 2     | 0     | 0                | 0                | —                     | —                     | 2     | 0     |
| Güemes Argentina          | Total club    | Total club    | 2     | 0     | 0                | 0                | 0                     | 0                     | 2     | 0     |
| Total carrera             | Total carrera | Total carrera | 13    | 0     | 0                | 0                | 2                     | 0                     | 15    | 0     |